# Brigitte Graune
Brigitte Graune (ur. 14 marca 1961) – zachodnioniemiecka lekkoatletka, która specjalizowała się w rzucie oszczepem.
Dwukrotnie stawała na podium uniwersjady zdobywając brązowy medal w 1987 roku oraz srebrny dwa lata później. W roku 1990 zajęła 11. miejsce w mistrzostwach Europy. Pięciokrotna medalistka mistrzostw Niemiec. Rekord życiowy: 64,94 (2 lipca 1989, Dortmund).